# 17.º Ejército (Imperio alemán)
El 17.º Ejército (en alemán: 17. Armee / Armeeoberkommando 17 / A.O.K. 17) fue un nivel de mando de ejército del Ejército Imperial Alemán en la I Guerra Mundial. Fue formado en Francia el 1 de febrero de 1918 a partir del mando del antiguo 14.º Ejército. Sirvió exclusivamente en el frente occidental y fue disuelto el 19 de enero de 1919.

## Historia
El 17.º Ejército fue uno de los tres ejércitos (junto al 18.º Ejército y el 19.º Ejército) formados a finales de 1917 / principios de 1918 con fuerzas extraídas del frente oriental. Fueron preparados para tomar parte en la ofensiva alemana de primavera de Ludendorff. Los alemanes se dieron cuenta de que su única posibilidad de victoria era derrotar a los Aliados antes de que se pudieran desplegar los abrumadores recursos humanos y materiales de Estados Unidos. También tenían la ventaja temporal en número proporcionada por las casi 50 divisiones liberadas por la retirada de Rusia de la guerra (Tratado de Brest-Litovsk).
Al final de la guerra servía como parte del Heeresgruppe Kronprinz Rupprecht.
El Cuartel General se localizó en Saint-Amand-les-Eaux hasta el 6 de abril de 1918, en Douai hasta el 1 de mayo de 1918, en Denain hasta el 18 de octubre de 1918 y en Mons hasta la marcha atrás, llegando a Zülpich por la disolución el 19 de enero de 1919.

### Orden de batalla, 30 de octubre de 1918
Para el final de la guerra, el 17.º Ejército estaba organizado como sigue:
| Organización del 17.º Ejército el 30 de octubre de 1918 | Organización del 17.º Ejército el 30 de octubre de 1918 | Organización del 17.º Ejército el 30 de octubre de 1918 |
| Ejército                                                | Cuerpo                                                  | División                                                |
| ------------------------------------------------------- | ------------------------------------------------------- | ------------------------------------------------------- |
| 17.º Ejército                                           | I Cuerpo Bávaro de Reserva                              | 187.ª División                                          |
| 17.º Ejército                                           | I Cuerpo Bávaro de Reserva                              | 26.ª División de Reserva                                |
| 17.º Ejército                                           | I Cuerpo Bávaro de Reserva                              | 10.ª División Ersatz                                    |
| 17.º Ejército                                           | I Cuerpo Bávaro de Reserva                              | 208.ª División                                          |
| 17.º Ejército                                           | II Cuerpo Bávaro                                        | 234.ª División                                          |
| 17.º Ejército                                           | II Cuerpo Bávaro                                        | 25.ª División                                           |
| 17.º Ejército                                           | XVIII Cuerpo                                            | 220.ª División                                          |
| 17.º Ejército                                           | XVIII Cuerpo                                            | 35.ª División                                           |
| 17.º Ejército                                           | XVIII Cuerpo                                            | 6.ª División                                            |
| 17.º Ejército                                           | XIV Cuerpo de Reserva                                   | 214.ª División                                          |
| 17.º Ejército                                           | XIV Cuerpo de Reserva                                   | 111.ª División                                          |
| 17.º Ejército                                           | XIV Cuerpo de Reserva                                   | 48.ª División de Reserva                                |
| 17.º Ejército                                           | XIV Cuerpo de Reserva                                   | 206.ª División                                          |
| 17.º Ejército                                           | XIV Cuerpo de Reserva                                   | 12.ª División                                           |
| 17.º Ejército                                           | XIV Cuerpo de Reserva                                   | 28.ª División de Reserva                                |

## Comandantes
El 17.º Ejército tuvo los siguientes comandantes:
| Desde                 | Comandante                            | Previamente   | Posteriormente |
| --------------------- | ------------------------------------- | ------------- | -------------- |
| 1 de febrero de 1918  | General de Infantería Otto von Below  | 14.º Ejército | 1.º Ejército   |
| 12 de octubre de 1918 | General de Infantería Bruno von Mudra | 1.º Ejército  |                |